# Ruin des Spielers
Der Ruin des Spielers (englisch gambler’s ruin) bedeutet im Glücksspiel den Verlust des letzten Spielkapitals und damit der Möglichkeit, weiterzuspielen. Darüber hinaus bezeichnet der Begriff manchmal die letzte, sehr hohe Verlustwette, die ein Spieler in der Hoffnung platziert, all seine bisherigen Spielverluste zurückzugewinnen.
In der Spieltheorie steht „Ruin des Spielers“ für den stetig sinkenden Erwartungswert des Spielkapitals im Laufe des Spiels, wenn die Gewinne wieder investiert werden.

## Historische Ursprünge
Der Ruin des Spieles lässt sich auf einen Briefwechsel zwischen den französischen Mathematikern Blaise Pascal und Pierre de Fermat aus dem Jahr 1656 zurückführen, Zwei Jahre nach dem berühmten Briefwechsel zum Teilungsproblem, in dem die beiden Mathematiker davon ausgingen, dass jedem Spieler so viel Kapital zusteht entsprechend der Wahrscheinlichkeit des Spielers, das Spiel noch zu gewinnen. Pascal stellte Fermat das Ruinproblem als Aufgabe. Beide erreichten unabhängig voneinander die gleiche Lösung. Pascal’s Aufgabe wurde 1656 von Pierre de Carcavi in einem Brief an Christiaan Huygens übermittelt. Huygens findet die Aufgabe zunächst „reichlich verzwickt“, findet dann aber eine „sehr einfache“ Lösung, die er Carcavi übermittelt. 1657 formuliert Huygens in seinem Tractatus die Aufgabe neu als Problem V, das identisch zu dem von Pascal gestellten Problem ist. Es wurde durch Johan Hudde 1665, Pierre Rémond de Montmort 1708, Jakob Bernoulli 1684 und 1713, Abraham de Moivre 1712 sowie Nicolaas Struyck 1716 aufgegriffen und gelöst.

## Berechnung
Bei dem Ruin des Spielers handelt es sich um eine Markov-Kette mit zwei absorbierenden Rändern.
Im Bild sind dabei die Wahrscheinlichkeit {\displaystyle p} zu gewinnen oder {\displaystyle q} zu verlieren beide {\displaystyle 1/2}.
Dies ergibt für die Markov-Kette folgende Übergangswahrscheinlichkeiten:
{\displaystyle P(R_{n+1}=i+1|R_{n}=i)=p} und {\displaystyle P(R_{n+1}=i-1|R_{n}=i)=q}

## Beispiele

### Münzwurfspiel
Alice besitze {\displaystyle a} Cent und Bob {\displaystyle b} Cent. Es wird wiederholt eine faire Münze geworfen. Je nach Ergebnis zahlt der Verlierer dem Gewinner einen Cent. Das Spiel endet, wenn ein Spieler kein Geld mehr hat. Wenn die Zahl der Würfe unbegrenzt ist, beträgt die Wahrscheinlichkeit für dieses Spielende 100 %.

Für die Gewinnchancen gilt:
{\displaystyle {\text{P(Alice gewinnt)}}={\text{P(Bob verliert)}}={\frac {a}{a+b}}}
{\displaystyle {\text{P(Bob gewinnt)}}={\text{P(Alice verliert)}}={\frac {b}{a+b}}}
Die Gewinnwahrscheinlichkeiten verhalten sich zueinander wie die Einsätze.
{\displaystyle {\frac {P({\text{Alice gewinnt}})}{P({\text{Bob gewinnt}})}}={\frac {a}{b}}}
Ist Alice die reichere Spielerin {\displaystyle (a>b)} so bedeutet dies für sie jedoch keinen positiven Gewinn-Erwartungswert, denn bei jedem verlorenen Spiel büßt sie mehr Geld ein als ihr ärmerer Gegner Bob.
{\displaystyle {\text{E(Gewinn von Alice)}}=b\cdot P({\text{Alice gewinnt}})-a\cdot P({\text{Alice verliert}})={\frac {b\cdot a}{a+b}}-{\frac {a\cdot b}{a+b}}=0}.
Für den Erwartungswert und Varianz der Spieldauer gilt:
{\displaystyle {\text{E(Spieldauer)}}=ab\,}
{\displaystyle {\text{Var}}({\text{Spieldauer}})={\frac {ab\,(a^{2}+b^{2}-2)}{3}}}
Die Münzwürfspiele, die vom reicheren Spieler gewonnen werden, dauern im Mittel weniger lang.
{\displaystyle {\text{E(Spieldauer}}|{\text{Alice gewinnt)}}={\frac {b\,(b+2a)}{3}}}
{\displaystyle {\text{E(Spieldauer}}|{\text{Bob gewinnt)}}={\frac {a\,(a+2b)}{3}}}
Hieraus ergibt sich insbesondere nochmal der Erwartungswert der Spieldauer
{\displaystyle {\text{E(Spieldauer}}|{\text{Alice gewinnt)}}\cdot {\text{P(Alice gewinnt)}}+{\text{E(Spieldauer}}|{\text{Bob gewinnt)}}\cdot {\text{P(Bob gewinnt)}}}
{\displaystyle ={\frac {b\,(b+2a)}{3}}\cdot {\frac {a}{a+b}}+{\frac {a\,(a+2b)}{3}}\cdot {\frac {b}{a+b}}=ab\,{\frac {(b+2a)+(a+2b)}{3(a+b)}}=ab}
Besitzt beispielsweise Alice 1000 Cent und Bob nur 1 Cent Startkapital, so dauert das Spiel im Mittel 1000 Münzwürfe. Wenn auch Bob mit 50%iger Wahrscheinlichkeit bereits nach dem ersten Münzwurf ruiniert ist, kann das Spiel, wenn es sich zunächst zu Gunsten von Bob entwickelt, auch sehr lange dauern. In diesem Beispiel dauern die von Alice gewonnenen Spiele im Mittel 667 Würfe und die von Bob gewonnenen Spiele 334.000 Würfe.
Sollte die Chance pro Wurf ungleich 50 % sein, so lässt sich die Ruinwahrscheinlichkeit durch folgende
Tabelle schematisch darstellen:
|                        | Alice                                                                                            | Bob                                                                                              |
| Startkapital           | a                                                                                                | b                                                                                                |
| Chance pro Münzwurf    | p                                                                                                | q                                                                                                |
| Ruinwahrscheinlichkeit | {\displaystyle {\frac {\left({\frac {p}{q}}\right)^{b}-1}{\left({\frac {p}{q}}\right)^{a+b}-1}}} | {\displaystyle {\frac {\left({\frac {q}{p}}\right)^{a}-1}{\left({\frac {q}{p}}\right)^{a+b}-1}}} |

Die Fälle, in denen {\displaystyle a} oder {\displaystyle b} unendlich ist, oder in denen
{\displaystyle p=q=50\,\%}, und somit {\displaystyle {\tfrac {q}{p}}=1} ist, sind als Limes zu betrachten.
Siehe hierzu auch Markow-Kette.
Man kann diese Aufgabe auch im Modell der homogenen linearen Differenzengleichungen 2. Ordnung für {\displaystyle p\neq q} beziehungsweise 1. Ordnung für {\displaystyle p=q} darstellen.

### Kasinospiele
Ein typisches Kasinospiel („Großes Spiel“) enthält einen geringen Hausvorteil. Dieser Vorteil liegt im Langzeit-Erwartungswert und kann als Anteil von der eingesetzten Summe ausgedrückt werden. Er bleibt von Spiel zu Spiel unverändert, steigt aber rechnerisch mit zunehmender Spieldauer an, wenn er auf das Startkapital des Spielers bezogen wird.
Beispielsweise kann der offizielle Hausvorteil bei einem Kasinospiel 1 % sein; der Erwartungswert für die Auszahlung für den Spieler dementsprechend 99 %. Diese Rechnung geht auf, wenn der Spieler nie einen Wettgewinn zum Weiterspielen einsetzen würde. Ein idealisierter Wetter, der 100 Euro einsetzt, würde nach dem Spiel 99 Euro behalten. Wenn er diese 99 Euro aber erneut setzt, würde er durchschnittlich nochmal 1 % verlieren und sein Erwartungswert auf 98,01 Euro sinken. Die Abwärtsspirale geht weiter, bis der Erwartungswert sich der Null annähert: dem Ruin des Spielers.
Der Langzeit-Erwartungswert entspricht nicht notwendigerweise dem Ergebnis, welches ein bestimmter Spieler erfährt. Spieler, die eine endliche Zeit lang spielen, können, ungeachtet des Hausvorteils, einen Nettogewinn erzielen, oder sie können viel schneller zugrunde gehen als in der mathematischen Vorhersage.
Ein Kasino hat in der Regel
- … viel mehr Kapital als jeder Spieler, sodass ein Spieler viel wahrscheinlicher den „Ruin des Spielers“ erleiden wird als das Kasino;
- … Gewinnchancen, die das Kasino begünstigen und einen negativen Erwartungswert für die Spieler erzeugen;
- … verschiedene Risikostrategien, die seinen maximalen Verlust begrenzen.

Damit ist gesichert, dass das Kasino in fast allen Fällen auf lange Sicht gewinnen wird.

### Spekulation
Es kann gezeigt werden, dass dort, wo wirtschaftliche Aktivitäten sich auf die Übertragung von Vermögen konzentrieren, statt auf den Aufbau von Vermögen, der Ruin des Spielers mit dem Ergebnis wirkt, dass das meiste Vermögen von sehr wenigen Marktteilnehmern gehalten wird. Dies wird im Aktienmarkt sichtbar, wenn spekulative Strategien gegenüber langfristigen dividendeorientierten Investitionen überwiegen.